# Fajsz

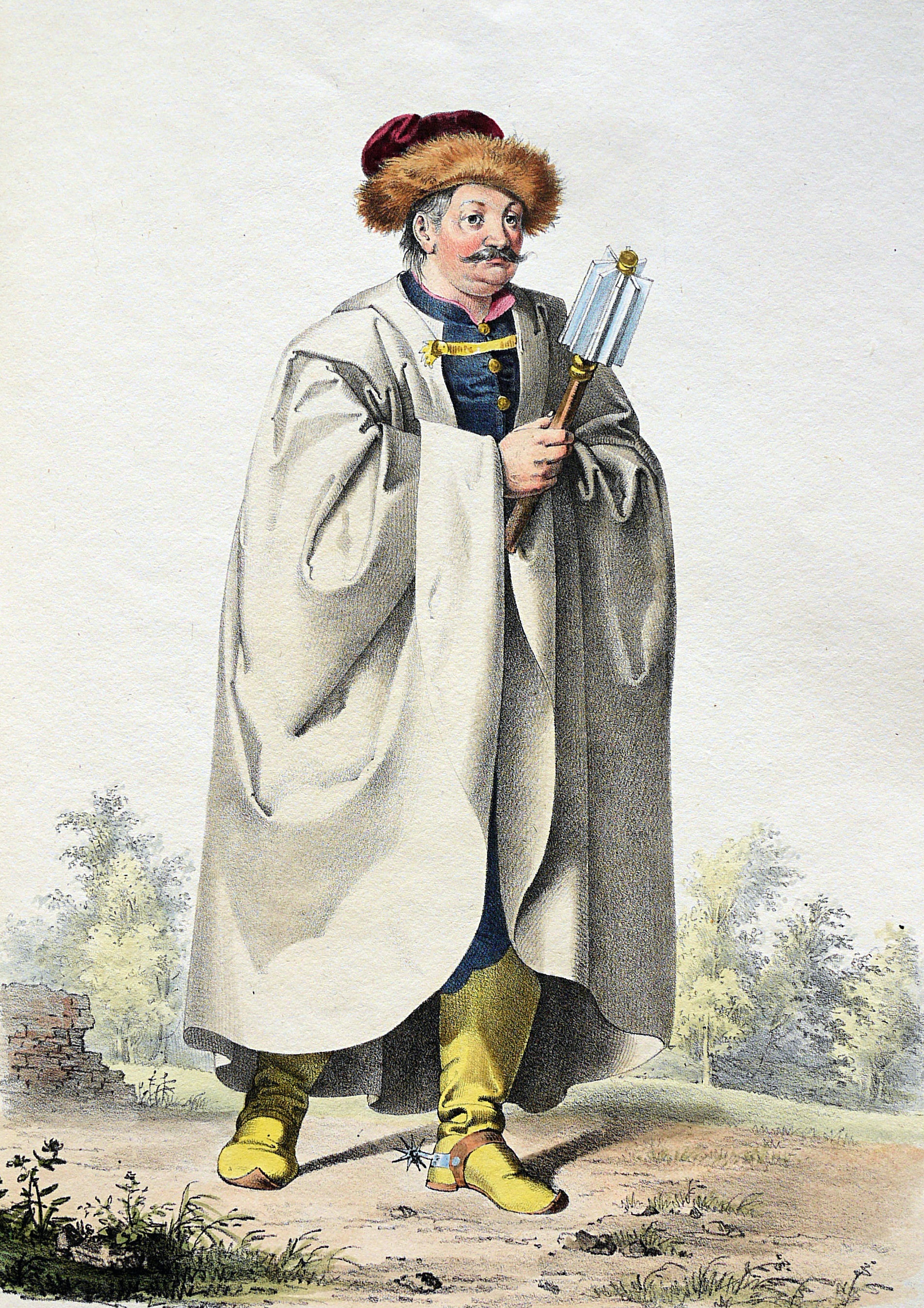
Fajsz, Lithographie von Josef Kriehuber nach einer Zeichnung von Moritz von Schwind, um 1828

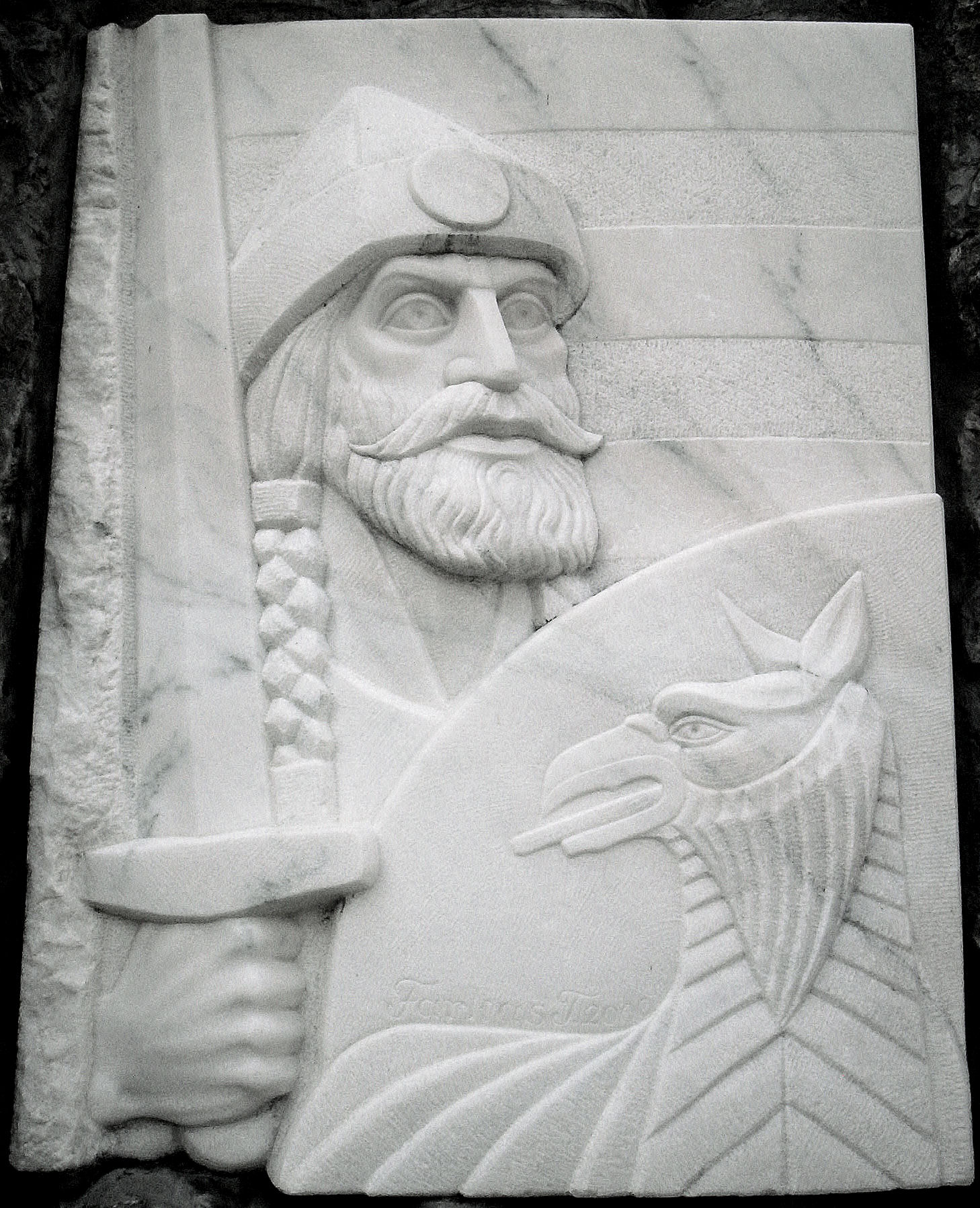
Reliefdarstellung des Fajsz in Fajsz

Fajsz war der Sohn von Jutas, Árpáds viertem Sohn. Er war gemäß dem Senioratsprinzip von 948 bis 955 ungarischer Großfürst (Kende).

## Herrschaft
Über das Leben des Árpáden Fajsz sind nur die Ereignisse während seiner kurzen, aber für den weiteren Verlauf der ungarischen Geschichte nachhaltigen, Herrschaft von 948 bis 955 überliefert. Als Hauptquelle gilt Anonymus, der um 1190 als Chronist und Notar Bélas III. wirkte.
Der ostfränkische König Otto I. unterwarf zwischen 946 und 950 Böhmen. Boleslav, Herzog von Böhmen, fügte sich der Oberherrschaft des Ottonen und zahlte ihm bis zu seinem Tod (972) jährlich Tribute. Bereits 951 gelang es Otto erfolgreich Oberitalien zu erobern, der verwitwete ostfränkische König ehelichte bald darauf die ehemalige Königin von Italien, Adelheid, und herrschte seitdem auch als König von Italien. Damit verloren die Ungarn einerseits wichtige Verbündete, andererseits ihre Aufmarschgebiete für ihre Raubzüge in das Ost- oder Westfrankenreich. Denn bis zu seiner Unterwerfung duldete Boleslav I. die ungarischen Heereszüge durch Böhmen, ebenso gestattete seit 942 der ehemalige italienische König Hugo von Arles den Ungarn den Durchzug durch seine Gebiete.
Otto I. verwehrte dagegen energisch den Ungarn ihre Beutezüge gen Westen und Fajsz erhielt deswegen nur noch Tribute aus Byzanz und Bulgarien, die allerdings nicht mehr die materiellen Bedürfnisse des Großfürsten, der Stammesfürsten und des bewaffneten Gefolges abdeckten. Die ungarische Oberschicht befand sich deshalb in einer existentiellen Krise und musste neue Möglichkeiten zur Sicherung ihrer Macht finden.
Bereits 948 entsandte Fajsz „Karchas“ Bulcsú, den dritthöchsten ungarischen Würdenträger, und Tormás (935–975), einen Urenkel Arpads, nach Konstantinopel, um einen Friedensvertrag mit Byzanz abzuschließen. Bulcsú und Tormás wurden vom Kaiser Konstantin VII. Porphyrogennetos getauft, Ersterer erhielt den Titel „Patrizier“, Letztere bekam die Bezeichnung „Freund“ zuerkannt. Die Bekehrung der Ungarn zum Christentum erfolgte jedoch nicht nur aus religiösen, sondern auch aus politischen Gründen, da Byzanz einen starken Verbündeten gegen die Bulgaren benötigte.
Infolge der erfolgreich ausgeführten Überfälle des bayrischen Herzogs Heinrich, des jüngeren Bruders von Otto I., auf Westungarn, sah sich Fajsz gezwungen, den für fünf Jahre geschlossenen Friedensvertrag mit Byzanz zu erneuern. Aus diesem Grund reiste im Jahr 953 der zweithöchste Würdenträger der Ungarn, der Gyula – wahrscheinlich Fürst Zombor († um 960), Harkas Sohn – nach Byzanz, um einerseits den Friedensvertrag zu erneuern, andererseits die Bekehrung der Ungarn nach griechischen Ritus voranzutreiben. Der Vertrag wurde erneuert, der Gyula ließ sich vom Kaiser taufen und Byzanz entsandte weitere griechische oder slawische Priester nach Ungarn.
Die rasch voranschreitende Bekehrung der Ungarn zum (orthodoxen) Christentum geriet aber schon 954 ins Stocken, da die Aufständischen im ostfränkischen Reich um Liudolf von Schwaben – Sohn Ottos I. – und Konrad den Roten – Schwiegersohn Ottos I. – die Ungarn um Hilfe gegen ihren König baten. Bereits ein Jahr später leiteten bayrische Adlige das (west-)ungarische Heer unter Bulcsús Führung ins ostfränkische Reich. Allerdings besiegte am 10. August 955 das ostfränkische Heer die Ungarn in der Schlacht auf dem Lechfeld bei Augsburg und die ungarischen Befehlshaber Bulcsú, Lél und Sur wurden wenig später in Regensburg hingerichtet.
Infolge der Niederlage auf dem Lechfeld wurde in Ungarn noch im Jahr 955 eine politische Wende eingeleitet. Fajsz, der wahrscheinlich selbst das (orthodoxe) Christentum angenommen hatte, wurde für die Niederlage politisch verantwortlich gemacht und als Großfürst der Ungarn durch Zoltáns Sohn Taksony ersetzt. Sein weiteres Schicksal ist nicht bekannt. Seine Familie und seine Gefolgschaft, aber auch die des Bulcsús, des Léls und des Surs wurden von jeglicher politischen Macht verdrängt, so dass seit 955 nur noch die Nachkommen Tarhos, Árpáds zweitältesten Sohnes und vor allem die Nachkommen Zoltáns, Árpáds jüngsten Sohnes, die politische Macht in Ungarn ausübten.
Konstantin VII. stellte nach den von Otto I. erhaltenen Informationen über das Ausmaß der ungarischen Niederlage sämtliche Tributzahlungen ein. Er musste seit 957 der Großfürstin Olga Tribute leisten und leitete die Bekehrung der Kiewer Rus zum (orthodoxen) Christentum ein. Die neuen Machthaber Ungarns wandten sich von Byzanz ab und suchten den Ausgleich mit dem ostfränkischen Reich.

## Die Nachkommen Arpads
aus György Györffy, König Stephan der Heilige, S. 54, (in Klammern = griechische Bezeichnung)
Arpad
1. Levente (Liüntika)
2. Tarhos (Tarkatzu)
  1. Tevel (Tebeli)
    1. Tormás (Termatzu)
3. Ülló (Jelech)
  1. Tas (Tases)
4. Jutas (Jutotza)
  1. Fajsz (Fales)
5. Zolta (Zaltasz)
  1. Taksony (Taksis)
    1. Géza (Djevütscha)
      1. Vajk-Istvan (Stephan)

siehe auch: Stammliste der Árpáden